# CUS Cagliari Pallacanestro 2015-2016
Questa voce raccoglie le informazioni riguardanti il CUS Cagliari Pallacanestro nelle competizioni ufficiali della stagione 2015-2016.

## Stagione
La stagione 2015-2016 del CUS Cagliari Pallacanestro, sponsorizzata Energit, è la quinta consecutiva che disputa in Serie A1 femminile.

## Verdetti stagionali
Competizioni nazionali
- Serie A1:

stagione regolare: 14º ed ultimo posto (4-22);

## Rosa
|    | Naz.                                     | Ruolo | Sportivo             | Anno | Alt. |  |        |
| -- | ---------------------------------------- | ----- | -------------------- | ---- | ---- |  | ------ |
| 4  | Italia (bandiera)                        | P     | Claudia Canalis      | 1998 | 163  |  |        |
| 6  | Italia (bandiera)                        |       | Claudia Ruggeri      | 1998 |      |  |        |
| 6  | Italia (bandiera)                        |       | Francesca Garau      | 1996 |      |  |        |
| 6  | Italia (bandiera)                        | PG    | Isabel Romano        | 1996 | 173  |  | [ 3 ]  |
| 6  | Italia (bandiera)                        |       | Giulia Deiana        | 1998 |      |  |        |
| 8  | Italia (bandiera)                        |       | Joana Beatrice Trudu | 1999 |      |  |        |
| 9  | Croazia (bandiera)                       | A     | Kristina Benić       | 1988 | 185  |  |        |
| 10 | Italia (bandiera)                        |       | Sara Faedda          | 1999 |      |  |        |
| 10 | Italia (bandiera)                        | GA    | Carlotta Zucca       | 1998 | 175  |  | [ 4 ]  |
| 10 | Italia (bandiera)                        |       | Ilaria Scano         | 1998 |      |  |        |
| 10 | Italia (bandiera)                        |       | Alice Corda          | 1998 |      |  |        |
| 10 | Italia (bandiera)                        | G     | Lidia Oppo           | 1988 | 175  |  |        |
| 13 | Bosnia ed Erzegovina (bandiera)          | C     | Nikolina Milić       | 1994 | 191  |  |        |
| 14 | Italia (bandiera)                        | PG    | Cinzia Arioli        | 1984 | 178  |  | (cap.) |
| 15 | Italia (bandiera)                        | A     | Delia Gagliano       | 1997 | 180  |  |        |
| 19 | Argentina (bandiera) · Italia (bandiera) | A     | Alejandra Chesta     | 1982 | 188  |  |        |
| 20 | Italia (bandiera)                        | P     | Vittoria Vasapollo   | 1996 | 165  |  | [ 5 ]  |
| 20 | Italia (bandiera)                        | P     | Elisa Selis          | 1999 |      |  | [ 6 ]  |
| 21 | Stati Uniti (bandiera)                   | P     | Samantha Prahalis    | 1990 | 170  |  |        |
| 24 | Italia (bandiera)                        | GA    | Giulia Gombac        | 1994 | 180  |  |        |

## Mercato

### Sessione estiva
| Acquisti | Acquisti          | Acquisti             | Acquisti   |
| R.       | Nome              | da                   | Modalità   |
| -------- | ----------------- | -------------------- | ---------- |
| P        | Claudia Canalis   | Astro Cagliari       | definitivo |
| A        | Kristina Benić    | ZKK Dubrovnik        | definitivo |
| G        | Lidia Oppo        | Virtus Cagliari      | definitivo |
| C        | Nikolina Milić    | Le Mura Lucca        | definitivo |
| A        | Delia Gagliano    | Mercede Alghero      | definitivo |
| A        | Alejandra Chesta  | Virtus Basket Ariano | definitivo |
| P        | Samantha Prahalis | Energy Ivanovo       | definitivo |
| GA       | Giulia Gombac     | S.G. Triestina       | definitivo |

| Cessioni | Cessioni         | Cessioni       | Cessioni       |
| R.       | Nome             | a              | Modalità       |
| -------- | ---------------- | -------------- | -------------- |
| A        | Milica Mićović   | Eirene Ragusa  | fine contratto |
|          | Ivona Bogoje     | -              | fine contratto |
| P        | Beatrice Carta   | Dike Napoli    | fine contratto |
| G        | Valentina Stoppa | Vicenza        | fine contratto |
| A        | Asia Taylor      | ASA Jerusalem  | fine contratto |
| C        | Valentina Gatti  | Le Mura Lucca  | fine contratto |
| AC       | Lauma Reke       | Cest. Spezzina | fine contratto |
| P        | Agnese Soli      | Pall. Broni    | fine contratto |
| A        | Tricia Liston    | Avenida        | fine contratto |

### Sessione autunnale-invernale
| Acquisti | Acquisti       | Acquisti        | Acquisti   |
| R.       | Nome           | da              | Modalità   |
| -------- | -------------- | --------------- | ---------- |
| GA       | Carlotta Zucca | Virtus Cagliari | definitivo |
| PG       | Isabel Romano  | Ginn. Triestina | prestito   |

| Cessioni | Cessioni | Cessioni | Cessioni |
| R.       | Nome     | a        | Modalità |
| -------- | -------- | -------- | -------- |

## Risultati

### Campionato

#### Girone di andata
| Napoli 4 ottobre 2015, ore 16:15 CEST 1ª giornata | CUS Cagliari | 52 – 88 referto | Eirene Ragusa | PalaVesuvio |

| Schio 11 ottobre 2015, ore 18:00 CEST 2ª giornata | Famila Schio | 112 – 55 referto | CUS Cagliari | PalaCampagnola |

| Cagliari 18 ottobre 2015, ore 18:00 CEST 3ª giornata | CUS Cagliari | 54 – 65 referto | Reyer Venezia | PalaCus |

| Porano 25 ottobre 2015, ore 16:00 CET 4ª giornata | Azzurra Orvieto | 70 – 55 referto | CUS Cagliari | Palazzetto dello Sport |

| Cagliari 1º novembre 2015, ore 16:00 CET 5ª giornata | CUS Cagliari | 80 – 77 referto | Pall. Torino | PalaCus |

| Sesto San Giovanni 8 novembre 2015, ore 16:00 CET 6ª giornata | GEAS | 79 – 83 referto | CUS Cagliari | PalaCarzaniga |

| Cagliari 14 novembre 2015, ore 20:30 CET 7ª giornata | CUS Cagliari | 69 – 65 referto | San Martino | PalaCus |

| Battipaglia 29 novembre 2015, ore 18:00 CET 8ª giornata | PB63 Battipaglia | 82 – 69 referto | CUS Cagliari | PalaZauli |

| Cagliari 6 dicembre 2015, ore 16:00 CET 9ª giornata | CUS Cagliari | 59 – 74 referto | Umbertide | PalaCus |

| Vigarano Mainarda 13 dicembre 2015, ore 18:00 CET 10ª giornata | Vigarano | 64 – 51 referto | CUS Cagliari | PalaVigarano |

| Cagliari 19 dicembre 2015, ore 20:30 CET 11ª giornata | CUS Cagliari | 62 – 65 referto | Dike Napoli | PalaCus |

| Parma 22 dicembre 2015, ore 20:30 CET 12ª giornata | Basket Parma | 74 – 67 referto | CUS Cagliari | PalaCiti |

| Cagliari 6 gennaio 2016, ore 18:00 CET 13ª giornata | CUS Cagliari | 70 – 86 referto | Le Mura Lucca | PalaCus |

#### Girone di ritorno
| Cagliari 10 gennaio 2016, ore 16:00 CET 14ª giornata | CUS Cagliari | 66 – 81 referto | Eirene Ragusa | PalaCus |

| Cagliari 17 gennaio 2016, ore 18:00 CET 15ª giornata | CUS Cagliari | 64 – 87 referto | Famila Schio | PalaCus |

| Mestre 24 gennaio 2016, ore 18:00 CET 16ª giornata | Reyer Venezia | 77 – 38 referto | CUS Cagliari | Palasport Taliercio |

| Cagliari 31 gennaio 2016, ore 18:00 CET 17ª giornata | CUS Cagliari | 79 – 70 referto | Azzurra Orvieto | PalaCus |

| Moncalieri 7 febbraio 2016, ore 16:00 CET 18ª giornata | Pall. Torino | 88 – 64 referto | CUS Cagliari | PalaEinaudi |

| Cagliari 28 febbraio 2016, ore 16:00 CET 19ª giornata | CUS Cagliari | 81 – 91 referto | GEAS | PalaCus |

| San Martino di Lupari 3 marzo 2016, ore 20:30 CET 20ª giornata | San Martino | 73 – 67 referto | CUS Cagliari | Palazzetto dello Sport |

| Cagliari 6 marzo 2016, ore 18:00 CET 21ª giornata | CUS Cagliari | 89 – 99 referto | PB63 Battipaglia | PalaCus |

| Umbertide 13 marzo 2016, ore 16:00 CET 22ª giornata | Umbertide | 75 – 59 referto | CUS Cagliari | PalaMorandi |

| Cagliari 20 marzo 2016, ore 18:00 CET 23ª giornata | CUS Cagliari | 57 – 61 referto | Vigarano | PalaCus |

| Napoli 25 marzo 2016, ore 18:00 CET 24ª giornata | Dike Napoli | 80 – 54 referto | CUS Cagliari | PalaVesuvio |

| Cagliari 13 febbraio 2016, ore 20:30 CET 25ª giornata | CUS Cagliari | 57 – 98 referto | Basket Parma | PalaCus |

| Lucca 10 aprile 2016, ore 18:00 CEST 26ª giornata | Le Mura Lucca | 82 – 55 referto | CUS Cagliari | PalaTagliate |

## Statistiche

### Statistiche di squadra
| Competizione | Punti | In casa | In casa | In casa | In casa | In casa | In trasferta | In trasferta | In trasferta | In trasferta | In trasferta | Totale | Totale | Totale | Totale | Totale | Totale |
| Competizione | Punti | G       | V       | P       | Ptf     | Pts     | G            | V            | P            | Ptf          | Pts          | G      | V      | P      | Ptf    | Pts    | Diff.  |
| ------------ | ----- | ------- | ------- | ------- | ------- | ------- | ------------ | ------------ | ------------ | ------------ | ------------ | ------ | ------ | ------ | ------ | ------ | ------ |
| Serie A1     | 8     | 14      | 3       | 11      | 939     | 1107    | 12           | 1            | 11           | 717          | 956          | 26     | 4      | 22     | 1656   | 2063   | -407   |